# Mikael Hellström
Mikael Hellström (født 11. marts 1972 i Stockholm, Sverige) er en svensk tidligere fodboldspiller (midtbane/venstre back).
Hellström spillede hele sin karriere for Hammarby IF i sin fødeby, og nåede over 300 ligakampe for klubben. Hans største triumf med klubben var det svenske mesterskab i 2001. Han nåede at spille mere end 300 ligakampe for holdet.
For det svenske landshold nåede Hellström at spille en enkelt kamp, en venskabskamp mod Jamaica i 1999.

## Titler
Allsvenskan
- 2001 med Hammarby IF